# 椎骨
椎骨（ついこつ）または脊椎骨（せきついこつ、英語: vertebra）は、脊椎の分節をなす個々の骨のこと。縦一列に並んでおり、ヒトの場合上から順に頚椎7個、胸椎12個、腰椎5個、仙椎5個、尾椎3〜6個の32〜35個存在するが、仙椎および尾椎はそれぞれ癒合しており、仙骨および尾骨と呼ばれる。その他の独立した椎骨は、それぞれの部位の第何番目の骨と命名されている。

## 一般構造
一番上に位置する頚椎の二つの椎骨（第一頚椎＝環椎 atlas、および第二頚椎＝軸椎 axis）はきわめて特殊な構造をしているが、その他の22個の独立した椎骨は共通した構造を持っている。

椎骨の解剖図。anterior（前方）

前方（腹側）にある楕円形に近い形の椎体(Body、もしくはcentrum、centra)と後方（背側）にあるアーチ型をした椎弓(vertebral arch、もしくはneural arch)から成り立っており、その間には隙間があって椎孔と呼ばれる。ここを脊柱管が貫通する。椎体は単純でほぼ同じような形をしているが、椎弓は複雑である。椎弓には上下の他の椎体との関節面があり、左右の上関節突起・下関節突起・横突起と一つの後下方に延びる棘突起がある。隣接する椎体どうしの関節は5つ（椎弓で4つ、椎体で1つ）あり、椎体どうしの接する関節（椎間関節）には弾性にとんだ椎間板が存在する。これらの関節のおかげで、脊柱は体を支えることができると同時に、前後左右に曲がることができる。
棘突起は背中を丸めると、皮膚の上から触ることができるものがある（第二・第七頚椎（隆椎）および腰椎でわかりやすい）。隣接した椎弓の間には、椎孔につながる隙間が左右に二つあり、椎間孔と呼ばれる。脊髄から出た脊髄神経はここから外に延びている。

## 部位ごとの特徴

### 頚椎（cervical vertebrae）
7個の椎骨からなり、それぞれ上からC1～C7と呼ぶ。このうち上述のように、第一頚椎（C1環椎）と第二頚椎（C2軸椎）はきわめて特殊な形態をしている。環椎は頭蓋骨に接しており、その名のとおりリング状の骨である。軸椎は上方に向いた大きな突起（歯突起odontoid process）があり、これが環椎のリングの中を貫通している。この二つの骨の関節（環軸関節）は頭部が左右に回転するための構造である。
C3からC6まではほぼ一般的な形の椎体であるが、椎体は胸椎以下のものと比べると小さい。C1からC6の左右横突起の根元には穴が開いている（横突孔）。この中を椎骨動脈が貫通している。C7の棘突起は特に発達しており、首を前屈させると隆起しているのが体表から見てもわかるため、C7は隆椎と呼ばれる。
極稀に頚椎が8個ある人がおり、本来の第1胸椎に肋骨が付着していない場合「第8頚椎」として数えられる。

### 胸椎（thoracic vertebrae）
12個の椎骨からなり、それぞれ上からT1～T12（またはTh1～Th12）と呼ぶ。ほぼ標準的な形の椎骨からなるが、胸椎には肋骨が接しているため、椎体に肋骨との関節面がある。

### 腰椎（lumbar vertebrae）
5個の椎骨からなり、それぞれ上からL1～L5と呼ぶ。上位の椎体よりもより重い体重を支えなければならないため、椎体は最も大きいが、骨粗鬆症における椎骨圧迫骨折などの障害も起こりやすい骨である。成人では一般に脊髄はL1とL2の椎間のあたりで終わり、それ以下の髄腔内には末梢神経の集合した馬尾が存在している。そのため、脳脊髄液の検査の際に実施する腰椎穿刺はこれ以下の椎間で行う必要がある。
極稀に腰椎が6つまたは4つになっている人がいる。本来の第12胸椎に肋骨が付着していない場合や本来の第1腰椎に肋骨が付着している場合である。

### 仙椎（sacral vertebrae）
5個の椎骨が癒合して一つの骨（仙骨）を形成している。さらに仙骨は腸骨と仙腸関節を介して強固に結合し、骨盤の一部となっている。

### 尾椎（coccygeal vertebrae）
ヒトでは3〜5個の椎骨が癒合して一つの骨（尾骨）を形成している。